# Juabeso
Dystrykt Juabeso (Juaboso) jest jednym z trzynastu dystryktów w Regionie Zachodnim Ghany i leży pomiędzy 6°6' N a 7° N oraz 2°40' W a 3°15' W.
Stolicą dystryktu jest Juabeso, położone 360 km na północny  zachód od stolicy regionu Sekondi i 225 km od Kumasi, stolicy Regionu Ashanti.